# Costa Coffee
Costa Coffee è un'azienda britannica di caffè con sede a Loudwater, nel Buckinghamshire.
Fondata nel 1971 da Sergio Costa di origine italiana, è la seconda catena di caffetterie più grande del mondo dopo Starbucks e la più grande del Regno Unito.

## Storia
Sergio Costa, appartiene ad una famiglia di italiani immigrati da Parma (esattamente da Borgo Val di Taro), in Gran Bretagna negli anni cinquanta, fonda nel 1971 una torrefazione a Lambeth, nel centro di Londra, per rifornire i ristoranti locali e i negozi specializzati di caffè tostato italiano. Dopo qualche anno il fratello Bruno investe nella società e nel 1978 apre il primo negozio a Vauxhall Bridge Road, sempre a Londra. Nel 1979 due fratelli si separano con Sergio che rileva le quote di Bruno nell'azienda.
Nel 1995 la società è acquisita per 23 milioni di sterline da Whitbread, una multinazionale quotata alla Borsa di Londra  e il più grosso operatore di caffè e di hotel del paese, diventandone una filiale. E inizia una forte espansione, già quell'anno fanno parte della catena Costa Coffee, che cambia anche logo, 41 negozi nel Regno Unito. Nel 1999 apre anche il primo negozio all'estero, a Dubai. In quel periodo Whitbread acquisisce per 59,5 milioni di sterline Coffee Nation, una catena di macchina da caffè ribattezzandola Coffee Express.
Nel 2009 Costa Coffee apre la sua millesima caffetteria a Cardiff, nel marzo 2010 rileva per 36 milioni di sterline Coffee Heaven con 79 negozi sparsi nell'Europa centro-orientale, apre anche in Australia e Nuova Zelanda.
Nel 2017 sposta la torrefazione da Lambeth a Basilidon, nell'Essex, con un investimento di 38 milioni di sterline. Aumenta in questo modo la capacità di tostatura, da 11.000 a 45.000 tonnellate di caffè in grani all'anno. Costa Coffee è cresciuta molto, nel 2017 dispone di 3.400 negozi distribuiti in 31 paesi, 2121 ristoranti nel Regno Unito, oltre 6.000 distributori automatici di Costa Express e altri 1280 punti vendita all'estero di cui 395 in Cina. Sempre nel 2017, in settembre, il Costa Coffee di Dubai è stato il primo al mondo a distribuire caffè, tramite droni, ai clienti che prendevano il sole sulle spiagge di Dubai, con un tempo di consegna di circa 15 minuti.
All'inizio del 2018 il fondo americano Elliott Management Corporation, un fondo ad alto rischio, entra con una quota superiore al 6% nel capitale di Whitbread. L'iniziativa avviene pochi mesi dopo le pressioni esercitate inutilmente sul management dell'azienda da un altro hedge fund americano con una partecipazione del 3,4%, Sachem Head, per attuare lo spin-off, lo scorporo, della catena Costa Coffee dal resto del gruppo e quotarlo poi in Borsa. Lo stesso obiettivo ha il fondo Elliott. Dieci giorni dopo l'ingresso del fondo Elliott, Whitbread decide di scorporare la società dalle altre attività del gruppo e di quotarla in Borsa entro due anni.
Nell'agosto 2018 il gruppo Coca Cola rileva la catena di negozi per 5,1 miliardi di dollari (4,4 miliardi di euro), un prezzo pari a 16 volte gli utili lordi (prima di interessi, tasse, svalutazione e ammortamenti) realizzati nell'anno.

## Diffusione

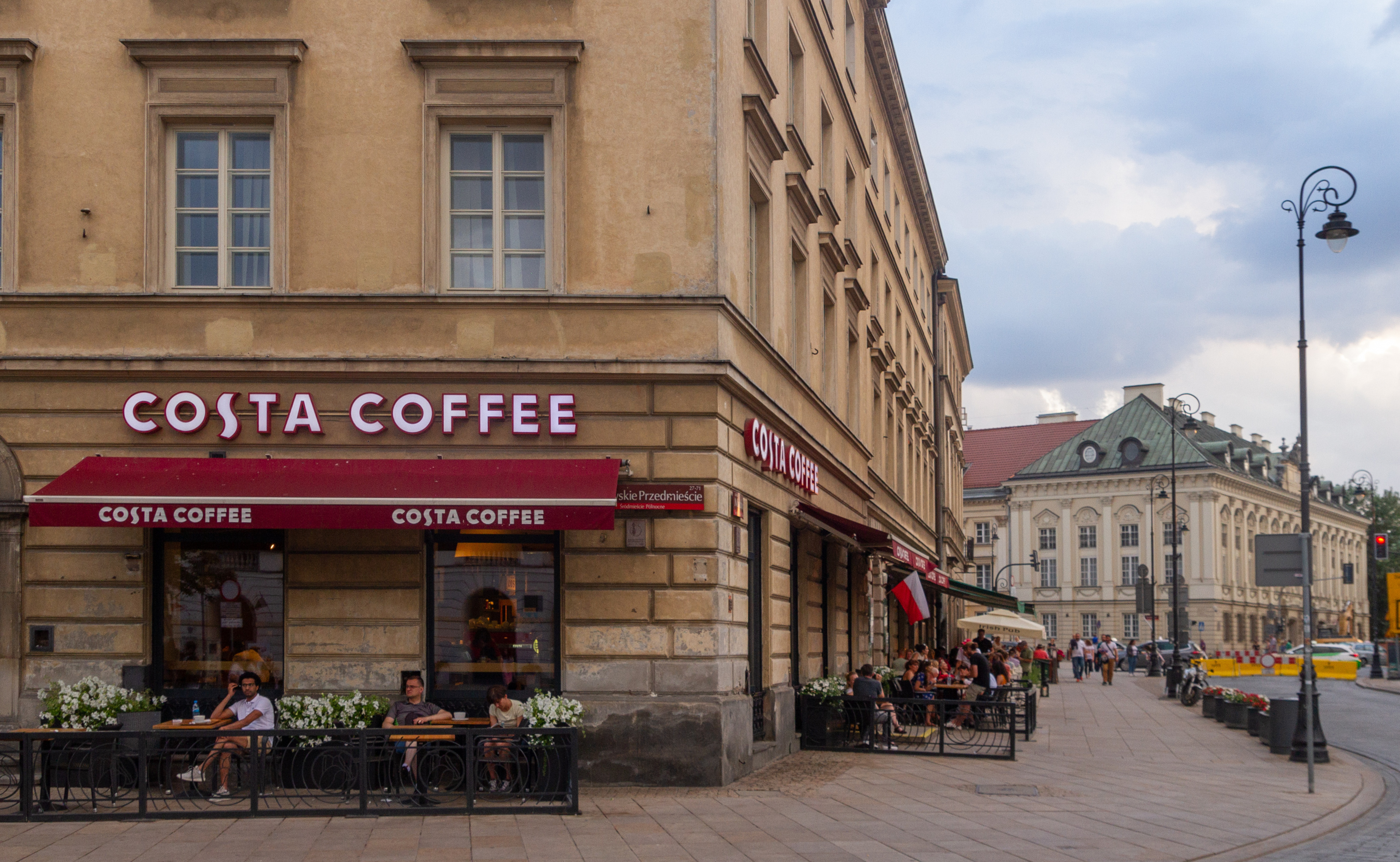
Caffetteria Costa Coffee di Varsavia

Al mese di gennaio 2022, Costa Coffee è presente in 38 paesi nel mondo, con più di 3.000 caffetterie totali.
| Paese               | N. di caffetterie |
| ------------------- | ----------------- |
| Regno Unito         | 2,467             |
| Cina                | 459               |
| Emirati Arabi Uniti | 150               |
| Polonia             | 147               |
| Irlanda             | 114               |
| Kuwait              | 95                |
| Repubblica Ceca     | 58                |
| India               | 57                |
| Arabia Saudita      | 56                |
| Egitto              | 44                |
| Russia              | 36                |
| Spagna              | 27                |
| Cipro               | 24                |
| Bahrain             | 23                |
| Oman                | 22                |
| Bulgaria            | 21                |
| Filippine           | 16                |
| Kazakistan          | 12                |
| Malta               | 12                |
| Lettonia            | 11                |
| Francia             | 8                 |
| Croazia             | 7                 |
| Malesia             | 7                 |
| Qatar               | 7                 |
| Sudafrica           | 6                 |
| Portogallo          | 5                 |
| Turchia             | 5                 |
| Azerbaigian         | 4                 |
| Cambogia            | 4                 |
| Giordania           | 4                 |
| Pakistan            | 4                 |
| Stati Uniti         | 4                 |
| Germania            | 3                 |
| Giappone            | 3                 |
| Marocco             | 3                 |
| Austria             | 2                 |
| Georgia             | 2                 |
| Italia              | 2                 |
| Grecia              | 1                 |
| Ungheria            | 1                 |
| Indonesia           | 1                 |
| Messico             | 1                 |
| Norvegia            | 1                 |
| Uzbekistan          | 1                 |
| Vietnam             | 1                 |

### Italia
Nonostante la presenza di caffetterie a livello mondiale, la catena ha aperto il suo primo punto vendita, il 19 aprile 2024 presso il Terminal 3 dell'Aeroporto Internazionale "Leonardo da Vinci" a Fiumicino, in collaborazione con Autogrill.